# 銚子商工信用組合
銚子商工信用組合（ちょうししょうこうしんようくみあい）は、千葉県銚子市に本店を置く信用組合。ATMでは、しんくみ お得ねっと提携信用組合のカードによる出金は自組合扱いとなる。

## 沿革
- 1953年11月 設立。
- 2002年8月 千葉県商工信用組合の事業を譲り受ける。
- 2016年5月 本店新築移転。